# Брит Марлинг
Брит Марлинг (енгл. Brit Marling; Чикаго, 7. август 1982) је америчка глумица, сценаристкиња и филмска продуценткиња.
Након што је дипломирала економију на Универзитету Џорџтаун, Марлингова се заједно са пријатељима Мајком Кахилом и Залом Батманглијем преселила у Лос Анђелес како би се посветили филмској каријери. Године 2004. заједно са Кахилом потписала је режију и сценарио документарца Боксери и балерине. Године 2011. играла је главну улогу у филмовима Друга Земља и Звук мог гласа, за које је такође написала сценарио. Оба филма донела су јој по две номинације за награду Спирит. Године 2013. играла је главну улогу у филму Исток, чија је сценаристкиња и продуценткиња.